# Cal Mullerac
Cal Mullerac és una casa de l'Ametlla de Segarra, al municipi de Montoliu de Segarra (Segarra), inclosa a l'Inventari del Patrimoni Arquitectònic de Catalunya. Data dels segles xvi i xvii.

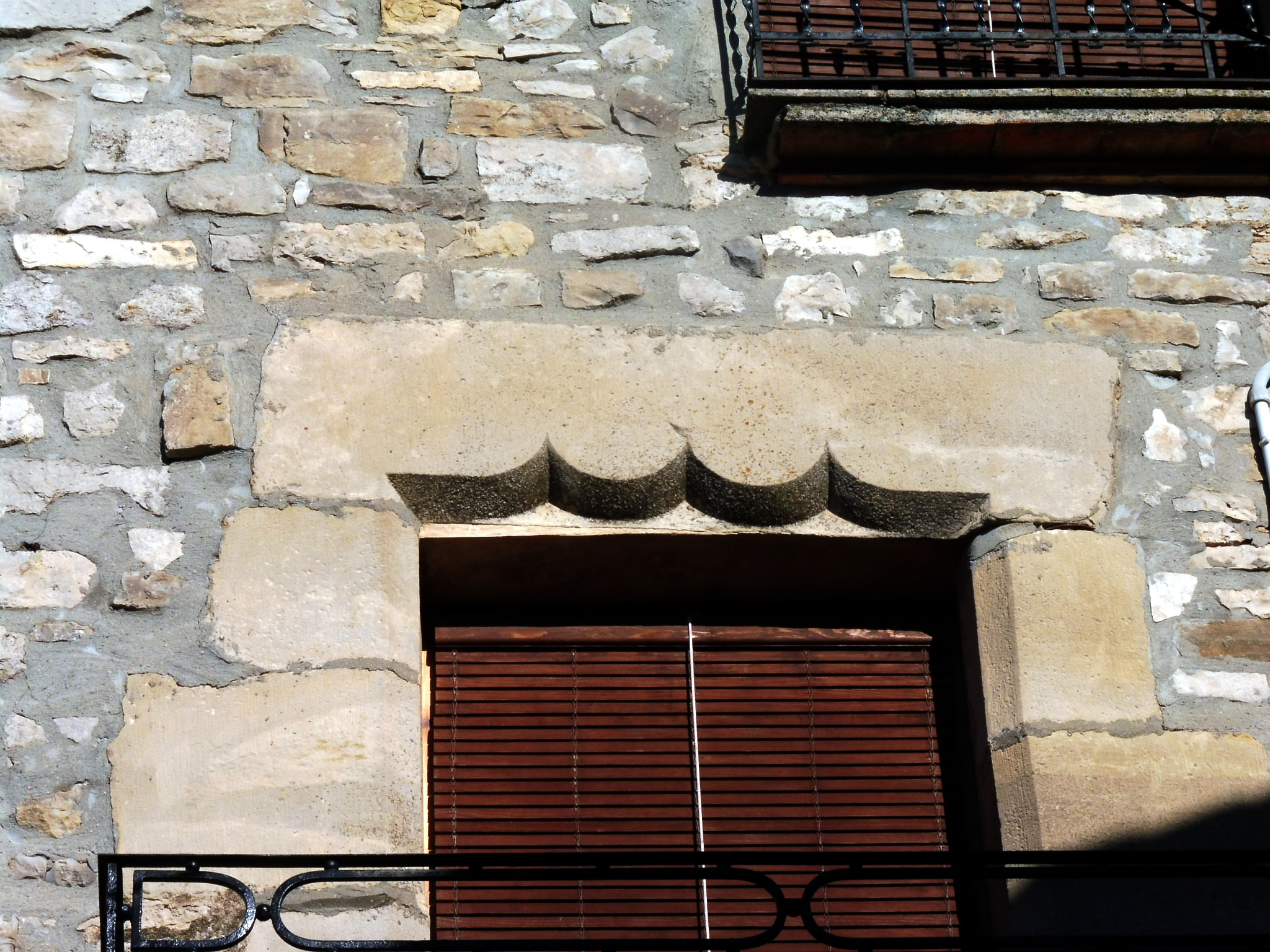
Llinda del balcó

Està situada a un extrem del nucli urbà, quasi als afores del poble. L'edifici, de planta rectangular, és estructurat a partir de planta baixa, primer i segon pis, ràfec de teula i maó al perímetre de la façana principal, i coberta exterior a doble vessant. Malgrat les remodelacions de l'edifici, aquest encara conserva elements decoratius, presents en algunes obertures, que evidencien el seu passat. A la façana principal hi ha la porta d'accés allindada. Per damunt, destaca el treball en relleu ondulat en forma de sanefa present a la llinda monolítica del balcó. També, a la façana lateral de l'edifici, hi ha l'estructura d'una finestra, actualment tapiada,que presenta un treball en relleu sobre la llinda d'aquesta. L'obra presenta parament paredat, a la façana principal, arrebossat, a la façana lateral i també carreus de pedra a les obertures del balcó i de la finestra que presenten un treball motllurat.